# Гусинка (Харьковская область)
Гусинка (укр. Гусинка) — село в Купянском районе Харьковской области Украины. Является административным центром Гусинского сельского совета, в который, кроме того, входят сёла Егоровка, Курочкино и Самборовка.
Код КОАТУУ — 6323781501. Население по переписи 2001 года составляет 989 (477/512 м/ж) человек.

## Географическое положение
Село Гусинка находится у истоков реки Гусинка, ниже по течению на расстоянии в 2 км расположено село Егоровка.
Рядом проходит железная дорога, станции Гусинка (3 км) и Селеще (1,5 км).

## История
- 1706 — дата основания.[2]. Основали село выходцы из Правобережной Украины, которые обосновались в большой пологой балке, откуда берет начало речка Гусинка, впадающая в приток Северского Донца — Великий Бурлук[3].

## Экономика
- Фермерское хозяйство Коньшин В.Д.
- СВК "Родник"
- Гусинская участковая лечебница ветеринарной медицины.

## Достопримечательности
- Братская могила партизан и советских воинов. Похоронено 79 воинов.
- В селе родился известный художник-диссидент Заливаха Афанасий.

## Религия

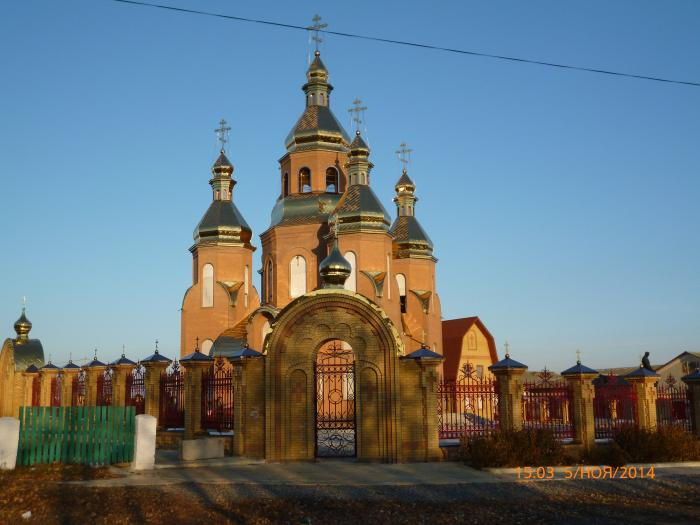

- Георгиевский храм. В 1-х числах мая 2010 г. был заложен кирпич Коньшиным Виктором Дмитриевичем, главным меценатом храма.[4]